# Tribu Paiute Big Pine de la vall d'Owens
La Tribu Paiute Big Pine de la vall d'Owens són una tribu reconeguda federalment de les tribus ameríndies mono i timbishes al comtat d'Inyo (Califòrnia).
La reserva Big Pine es troba a 29 kilòmetres de Bishop, a la zona est de Sierra Nevada. La seu tribal es troba a Big Pine.
La tribu té 462 membres registrats.

## Idioma
Els paiute de la vall d'Owen tradicionalment han parlat un dialecte del mono, que forma part de les llengües numic, una branca de la família lingüística uto-asteca.:228 Si bé en queden molt pocs parlants, la llengua encara és viva en l'actualitat. El seu nom e nel seu propi idioma és Numa o "Poble.":228 Els anomenats xoixoni Shoshone en la comunitat parlen el timbisha, que és part de la branca numic central de la família lingüística uto-asteca.

## Cultura tradicional
Els paiute de la vall Owens eren nombrosos grups paiute que vivien plegats en campaments semipermanents i cooperaven en tasques en comú. La seva cultura era en part de la Gran Conca i en part californiana. Regaven els cultius al llarg de la Vall d'Owens, una regió altament cultivable i amb diversitat ecològica al sud de Sierra Nevada.
La tribu va participar en les danses circulars i celebrava festivals anuals de la collita. Les nenes tenien elaborades cerimònies de la pubertat. El duel s'expressava a través d'una cerimònia anomenada "El Crit". Era d'origen quechan incloïa el ritual de la rentada de cara després d'un any de dol. La tribu tenia homes i dones medicina. Els caps hereditaris dirigien les activitats comunals de la tribu. Els regants tenien una posició tribal d'electes.:228
Els principals conreus són l'arròs indi i els pinyons. La cacera suplementa l'agricultura, i les tribus cacen conills, guatlles i cérvols, especialment a l'estiu. La tribu de pesca per als ximples, peixets i cadellet, així com l'artemia. També mengen larves d'eruga després de ser enfornades i assecades.:228-9 També recullen plantes silvestres, con aglans, baies i espadanyes.:229

## Història
A inicis del segle xix els europeus-americans, com a caçadors i cercadors d'or es va trobar amb el paiute de la vall d'Owens. Els topògrafs militars nord-americans van explorar la regió a mitjans del segle xix, planificant establir una reserva per als indis locals. Els no-indígenes es van assentar a la vall en 1861. Un nombre creixent d'europeus-americans van lluitar amb la tribu local per l'aigua i les terres de cultiu. El 1862 s'hi va construir una posició militar, Camp Independence, i els no indis van lluitar amb les tribus, va destruir els seus cultius, i van ser capaços d'apoderar-se de les millors terres.:228
A començament del segle xix els paiute eren uns 7.500,:227 dels quals entre 1.500 i 2.000 vivien a la vall d'Owens.:228 En la dècada de 1990 s'estimava en 2.500 paiutes de la vall d'Owens vivien a les reserves.
Mentrestant els amerindis timbisha (Panamint o xoixoni de la vall de la Mort) foren recol·Locats de la seva llar ancestral i posats a la vall d'Owens amb els paiute. La reserva, però, no es va establir fins al 1912.:228
Per tal de proporcionar aigua per al creixement de l'àrea del Gran Los Angeles, el 1913 l'aigua es desvia del riu Owens a l'Aqüeducte de Los Angeles. Les cultures i entorns de la vall d'Owens canviaren substancialment. Des de la dècada de 1910 a 1930 el Departament d'Aigua i Energia de Los Angeles adquirí gran part dels drets d'aigua i control de la vall, destruint amb eficàcia l'economia local. En la dècada de 1940 el govern federal dels EUA va proveir les terres dels indis amb sistemes d'habitatge i aigua.:228

## Reserva Big Pine
La reserva de Big Pine fou establida en 1912 i té uns 279 acres (1,13 kilòmetres quadtrats), situaats al llarg de la US 395 a la gran ciutat del desert de Big Pine. Moltes cases de l'àrea foren construïdes per l'Indian Housing Authority. La reserva té un escola amb classes de preescolar fins a 12 anys, i una biblioteca pública amb 1.500 exemplars. Els membres de la tribu crien cavalls a les terres de la reserva.